# Aaadonta angaurana
Espèce
Statut de conservation UICN

 CR  : 
En danger critique
Aaadonta angaurana est une espèce de mollusques gastéropodes terrestres de la famille des Endodontidae.

## Distribution
Cette espèce est endémique d’Angaur dans les îles Palaos,. Elle n’est connue que d’une seule localité, où elle a été trouvée pour la dernière fois en 1936. Aucun autre spécimen n’a été trouvé récemment et cette espèce pourrait être éteinte.

## Description
Aaadonta angaurana présente un diamètre variant de 3,58 à 4,21 mm avec une valeur moyenne de 3,92 mm. L'holotype a été prélevé par Kiyoko Kondo et Yoshio Kondo (d) le 18 avril 1936.

## Systématique
Le nom valide complet (avec auteur) de ce taxon est Aaadonta angaurana Solem, 1976,.

## Publication originale
- (en) Alan Solem, Endodontoid land snails from Pacific Islands (Mollusca : Pulmonata : Sigmurethra). Part I, Family Endodontidae, Chicago, Field Museum of Natural History, 1976, 540 p. (OCLC 30717826, DOI 10.5962/BHL.TITLE.2554, lire en ligne).